# 星系形态目录
星系形态目录（MCG） 是由鮑里斯·沃隆佐夫－維利亞米諾夫和V. P. Arkhipova制作的含有30,642个星系的俄语目录。这个目录基于帕洛马星空调查项目制作的，并预计出版15星等以下星系。如果包含了16星等的星系可能会产生难以处理的数据。该目录在1962年到1974年期间出版了5个部分（章节） ，最后一章中包含了一些比15星等更暗的星系。